# Buenavista Gallardo
Buenavista Gallardo är en ort i Mexiko.   Den ligger i kommunen San Juan Bautista Tuxtepec och delstaten Oaxaca, i den sydöstra delen av landet, 400 km öster om huvudstaden Mexico City. Buenavista Gallardo ligger 36 meter över havet och antalet invånare är 189.
Terrängen runt Buenavista Gallardo är platt. Runt Buenavista Gallardo är det ganska tätbefolkat, med 86 invånare per kvadratkilometer. Närmaste större samhälle är Tuxtepec, 19,3 km nordväst om Buenavista Gallardo. Omgivningarna runt Buenavista Gallardo är en mosaik av jordbruksmark och naturlig växtlighet.